# Guardó Nacional Alemany de les Arts i Ciències
El Guardó Nacional Alemany de les Arts i Ciències (alemany: Deutscher Nationalpreis für Kunst und Wissenschaft) és un guardó creat per Adolf Hitler el 30 de gener de 1937 i atorgat anualment als alemanys que destaquessin als camps de l'art i les ciències.
Va ser instituït com un «Premi Nobel» alemany, quan Adolf Hitler es va enfadar amb la Fundació del Premi Nòbel l'any 1935 que va atorgar el premi a l'escriptor pacifista i antinazi alemany Carl von Ossietzky. Des d'aquell moment, va prohibir-se als ciutadans alemanys d'acceptar el guardó suec. El premi alemany era dotat de 100.000 Reichmarks (lliures d'impostos)

## Receptors
Es va atorgar 9 vegades:
- Professor Paul Ludwig Troost (7 de setembre de 1937) – Arquitecte favorit de Hitler i dissenyador de la Casa de l'Art Alemany, el Monument als Màrtirs del Feldherrnhalle, l'Edifici del Führer i el Temple d'Honor, tots a Múnic. Va ser concedida a títol pòstum.
- Reichsleiter Dr. Alfred Rosenberg (7 de setembre de 1937) – Autor d'El Mite del Segle XX i filòsof racial del Tercer Reich.
- Professor August Bier i Dr. Ferdinand Sauerbruch (7 de setembre de 1937) – Atorgat de manera conjunta per les seves contribucions a la medicina i la cirurgia.
- Dr. Wilhelm Filchner (7 de setembre de 1938) – Per les seves fites en l'exploració del Tibet i de l'Antàrtida.
- Dr. Fritz Todt (7 de setembre de 1938) – Dissenyador de la Línia Siegfried i del sistema de les autopistes alemanyes.
- Professor Dr. Ferdinand Porsche (7 de setembre de 1938) – Pel seu desenvolupament dels vehicles de motor Volkswagen
- Professor Dr. Ernst Heinkel i Professor Willy Messerschmitt (7 de setembre de 1938) – Atorgat de manera conjunta pel seu treball al disseny i la producció aeronàutica.

Segons comenta Albert Speer a les seves memòries, la insígnia era tan pesada que els receptors necessitaven suports especials a les seves jaquetes per poder-la lluir. De fet, la mateixa insígnia ja duia 14 gafets per subjectar-se. Amb l'esclat de la guerra es va deixar d'atorgar, convertint-la en una condecoració de gran prestigi, així com una de les més rares i exclusives condecoracions. Curiosament, ni Rosenberg ni Todt la van lluir mai sobre l'uniforme, ni tampoc han aparegut fotografies dels altres receptors lluint-la.

## Disseny
Una estrella de quatre puntes en platí. Entre els quatre braços de l'estrella hi ha quatre àligues amb l'esvàstica d'or. Al centre de l'estrella hi ha un medalló en esmalt vermell amb l'efígie d'Atenea (deessa grega de la saviesa). Al voltant hi ha la inscripció für Kunst und Wissenschaft (Per les Arts i Ciències) en lletres d'or sobre platí, i queda tot embolcallat sobre un anell de 40 diamants (amb un pes de deu quirats, comparats amb els dos quirats de la Creu de Cavaller de la Creu de Ferro). La banda era en seda vermella amb una franja blanca als costats.